# Gobierno de Quijos
La Provincia de Quijos (Quixos en grafía antigua) fue una división territorial, política y militar integrante del Imperio español que fue creada en 1559 en lo que hoy es el oriente de Ecuador, principalmente la provincia de Napo. Este gobierno llevó varios nombres, entre ellos gobierno de los Quijos, provincia de los Quijos, Sumaco y la Canela, gobierno de Quijos, Canelos y Macas, etc.

## Historia

### Habitantes
La región de los Quijos pertenecía al Imperio incaico antes de ser conquistada por los españoles. En 1534, año de la fundación española de Quito, ya se conocía la existencia de la provincia de los Quijos. Este calificativo se supone fue tomado del río Quijos porque el 28 de junio de 1535, al demarcar la ciudad de Quito se consideró que el límite va en dirección a Quijos hasta la parte que se llama Hatunquijos y de donde se trae la mayor parte de la canela proveniente del otro lado del gran rio. El río Quijos nace de las faldas orientales del volcán Antisana y su curso toma una dirección noreste formando un valle, luego toma el nombre de río Coca y desemboca en el río Napo.

### Primeras exploraciones

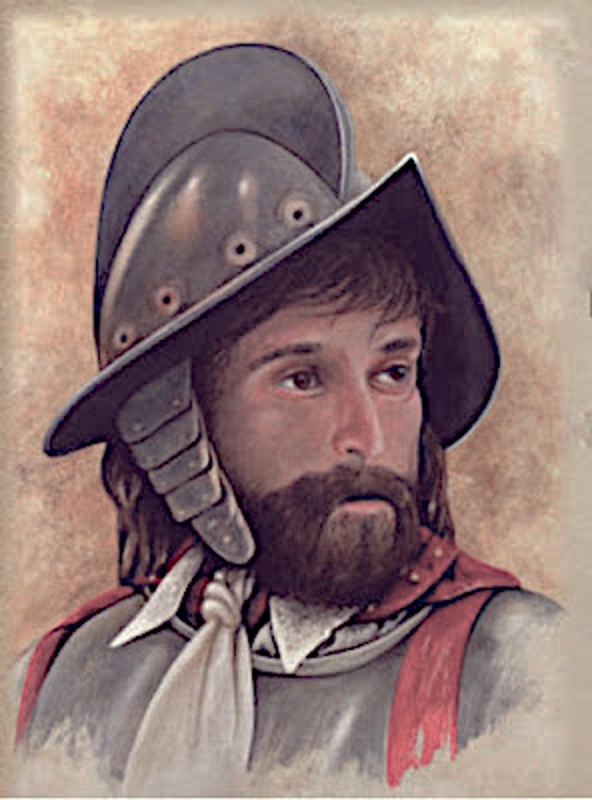
Gonzalo Díaz de Pineda

La colonización española comenzó con la llegada de Gonzalo Díaz de Pineda en su expedición por la región de Canelos y Quijos en septiembre de 1538, enviado por Sebastián de Belalcazar desde Popayán. Díaz de Pineda ingresó a territorio de los Quijos y retornó con la noticia de la existencia de oro y de canela. En noviembre de 1539 Francisco Pizarro nombró a Gonzalo Pizarro teniente gobernador de Quito y lo facultó para emprender el descubrimiento del País de la Canela y la ciudad deEl Dorado. Gonzalo Pizarro regresaba desde Chaqui, por su expedición al Potosí, armó una nueva expedición en Cuzco reuniendo a 170 soldados, 3000 indios y muchos camélidos de carga. Tomó el camino de la sierra que conducía hacia el norte y al llegar a Quito fue recibido como teniente gobernador por el cabildo de dicha ciudad. Desde allí marcharía al País de la Canela y luego buscar los rastros de El Dorado, que los relatos situaban hacia el oriente, en territorio selvático. Partió en la Navidad de 1540 con 330 hidalgos y más de 4000 nativos. En el pueblo de Motín lo alcanzó su pariente y lugarteniente Francisco de Orellana, fundador de Guayaquil, quien llevaba consigo a 23 soldados. Pasaron por Quixos, último lugar conquistado por los incas. En Sumaco acamparon en las faldas del volcán Guacamayo. Días después, encontraron arbolillos de canela, pero eran de muy mala calidad y unos muy lejos de otros. Luego la expedición de Gonzalo Pizarro atravesó los valles de Cosanga y de Sumaco, tomando el río Coca y luego al río Napo. Ahí Orellana se separa y llevado corriente abajo descubre lo que luego sería el río Amazonas el 12 de febrero de 1542.

### Las reducciones y las misiones

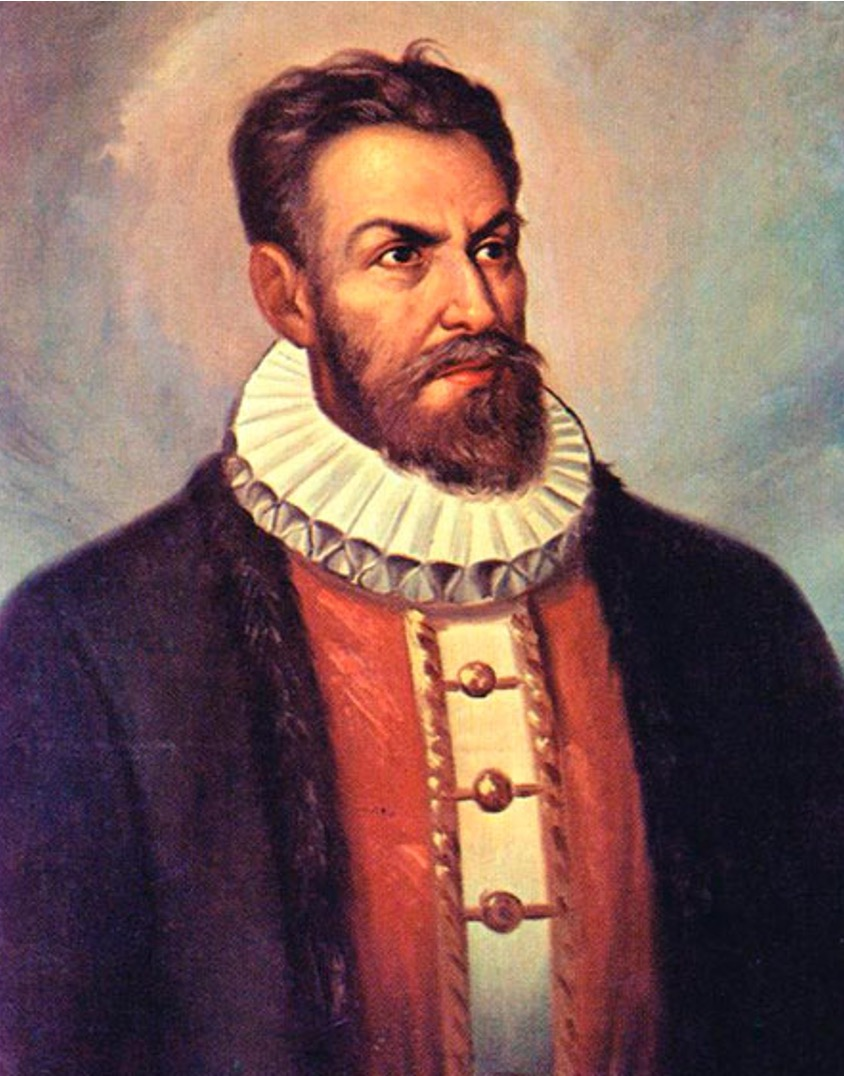
Gil Ramirez Davalos

Cada exploración española que llegaba tenía que enfrentarse a los terribles quijos, que eran guerreros conocidos por su valentía y rebeldía, y por eso los españoles regresaban por rutas diferentes para no volver a encontrarse con sus temidas lanzas. A consecuencia de esto, en 1558, Sancho Hacho de Velasco, cacique de los tacungas, solicitó al cacique de los quijos, cuñado suyo, que fuera a conversar con el capitán Gil Ramírez Dávalos, en la Tacunga (actual Latacunga). Por orden del virrey Andrés Hurtado de Mendoza el 6 de marzo de 1559 Ramírez Dávalos ingresó a la tierra de los quijos en compañía de 39 hombres y el 14 de mayo fundó la Muy Noble y Muy Leal Ciudad de Baeza del Espíritu Santo de la Nueva Andalucía convirtiéndose en la ciudad más antigua de la Región Amazónica del Ecuador. Inmediatamente fue fundada la gobernación de los Quijos, teniendo como capital Baeza y como gobernador a su fundador. En ese entonces, el gobierno de Quijos limitaba al norte con Mocoa y Sucumbíos, por el sur con el gobierno de Macas, por el oriente con las misiones del Napo y Amazonas y por occidente con los Cofánes. Tenía trescientas leguas por lado. 
El 14 de septiembre se posesionó el nuevo gobernador, el capitán Rodrigo Núñez de Bonilla, el mismo que a fines de año realizó la segunda fundación con el nombre de Muy Noble y Muy Leal Ciudad de Baeza del Espíritu de la Nueva Andalucía de Nuestra Señora de Nieva, a los dos costados del Machángara, cerca de Condijua. En el año siguiente los quijos realizaron su primer levantamiento, pero los españoles lograron vencerlos gracias a la intervención de Hacho de Velasco. En el mismo año murió Núñez de Bonilla y lo reemplazó Alonso de Bastidas. En Nochebuena de 1561 Bastidas fue sustituido por Melchor Vásquez de Ávila, pero no se posesionó sino hasta el 23 de junio de 1562, y un mes después los quijos se levantaron por segunda vez. Por este motivo, para controlar a los quijos llegó Andrés Contero como teniente de gobernador. 
En 1563 los españoles iniciaron un nuevo proceso de expansión, pero antes pidieron permiso a Jumandy, cacique quijo, para avanzar al sur. Esta exploración comenzó el 10 de marzo con la fundación de Ávila por Andrés Contero, a orillas del río Suno, seguida el 14 de agosto por la fundación de Alcalá del Río Dorado, en la cabecera del río Aguarico por Contero. Fue entonces cuando empezaron a esclavizar a los quijos, aunque les resultaba muy difícil someterlos, por su rebeldía y valentía. Cuando empezó la esclavitud, empezó también el maltrato, el abuso y el exceso de trabajo por lo que los quijos hacían continuos reclamos que no fueron oídos hasta muchos años después, y por eso el oidor Diego de Ortegón visitó la región de los quijos el 6 de septiembre de 1576 y recorrió la zona imponiendo sanciones y multas. En el mismo año fue nombrado gobernador de Quijos Agustín de Ahumada.

### El levantamiento de 1578

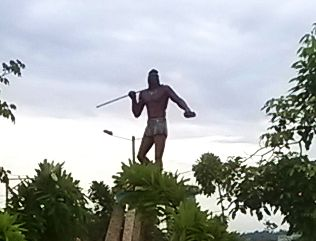
Monumento a Jumandy, líder del levantamiento de los quijos de 1578.

Una vez que el oidor se fue, los españoles, resentidos y con ansias de venganza se desquitaron abusando aún más de los quijos. Es por esto que en 1578 se produjo el gran levantamiento de los quijos, caracterizados por su rebeldía, nunca fueron sometidos completamente y prefirieron morir o dejar su tierra antes que ser esclavizados. Jumandy fue nombrado gran cacique de guerra, y encabezó la rebelión junto a Beto, Huami e Imbate. Los primeros logros de la rebelión se dieron el 29 de noviembre cuando incendiaron y destruyeron Ávila, continuando con Archidona. Pero los españoles se defendieron en Baeza y evitaron su destrucción. Hasta entonces la rebelión era un éxito y Jumandy se alió con caciques indígenas de la sierra para destruir Quito. Pero gracias a la traición de algunos caciques de la sierra, la rebelión se estancó en Baeza y los españoles vencieron a los quijos. Jumandy y otros caciques fueron apresados y más tarde, ahorcados y descuartizados en la plaza de San Blas de Quito.
Las consecuencias de la fallida rebelión fueron nefastas, los españoles se vengaron agudizando su abuso y explotación hacia los quijos. Entre 1580 y 1584 Agustín Ahumada fue nombrado gobernador para este período. En 1580 también llegaron los primeros sacerdotes, que pertenecían a la orden dominicana. Pero ningún gobernador y ningún sacerdote fue capaz de calmar las ansias de libertad de los quijos que intentaron otro levantamiento en 1590 en Sumaco, encabezados por un hijo de Jumandy. Pero antes de ejecutar la nueva rebelión fueron descubiertos por los españoles que aumentaron aún más su maltrato y explotación, a tal punto que los quijos se dieron cuenta de que la violencia no era un método de supervivencia y prefirieron huir de su tierra. Los de Ávila y Sumaco fueron aguas abajo y se internaron en la selva peruana siendo hoy más de 10 000. La mayoría de napurunas actuales son descendientes de los quijos. Los del valle de Misahuallí (Archidona, Tena) fueron al sur y llegaron a territorios de los canelos, actualmente la provincia de Pastaza. Y los del valle de Quijos (Baeza, Cosanga, Cuyuja) fueron a la sierra o hacia Puerto Leguízamo en la Amazonía del sur de Colombia. Los que se quedaron prefirieron vivir en el anonimato cultural para no ser reprendidos. Fue entonces que desapareció la nación de los quijos. Los quijos que quedaron pasaron a llamarse yumbos o alamas.

## Estatus jurídico de la gobernación

### Creación
Gil Ramírez Dávalos fue nombrado por el virrey peruano Andrés Hurtado de Mendoza como gobernador de Quito el 9 de septiembre de 1556. También el 15 de septiembre fue nombrado gobernador de Quijos, Sumaco y La Canela. Debido a la distancia que separaba estas gobernaciones de Lima (sede del virreinato) resultaba imposible concurrir hasta allí por la falta de vías de comunicación y medios de transporte. Por esta razón y tomando en cuenta el rápido progreso y el considerable aumento de la población de la ciudad de Quito, su cabildo solicitó al rey de España la creación de una audiencia y presidencia en esa ciudad. El rey Felipe II aceptó el pedido y creó la Real Audiencia de Quito mediante una real cédula de 29 de agosto de 1563. La Recopilación de Leyes de Indias de 1680, en Ley X (Audiencia y Chancillería Real de San Francisco del Quito) del Título XV (De las Audiencias y Chancillerías Reales de las Indias) del Libro II, recoge los límites asignados a la Real Audiencia de Quito, provenientes de esa real cédula:

En la Ciudad de San Francisco del Quito, en el Perú, resida otra nuestra Audiencia y Chancilleria Real, con un Presidente (...) y tenga por distrito la Provincia de Quito (...) y hacia la parte de los Pueblos de la Canela y Quixos, tenga los dichos Pueblos, con los demás, que se descubrieren (...)

Una real cédula de 1678 reservó a la Corona el nombramiento de ciertos corregidores y de los gobernadores de Quito y de Quijos.El área formó parte del Virreinato del Perú desde su creación hasta la primera elección del Virreinato de Nueva Granada en 1717, retornando al Perú al suprimirse éste en 1723. A partir de la segunda erección del Virreinato de Nueva Granada en 1739 el territorio integró ese virreinato. Fue evangelizado por los jesuitas, quienes crearon allí reducciones, hasta su expulsión en 1768 a causa de la Pragmática Sanción de 1767. El territorio cayó en un casi total abandono, dadas las dificultades de acceso, lo cual hizo temer a la Corona su pérdida. El rey encargó al antiguo gobernador de Maynas, Francisco Requena, que realizara un informe sobre la situación de Maynas. Requena informó que los funcionarios civiles y eclesiásticos de Quito y Bogotá estaban en situación de no poder ocuparse de la región, por lo que sugirió que esta fuera reincorporada al Virreinato del Perú junto con el gobierno de Quijos y otras áreas, y que se estableciera un obispado de misiones allí.

### Reordenamiento del gobierno
El 12 de diciembre de 1744, a la muerte del gobernador de Toledo, los jesuitas obtuvieron de la presidencia de Quito la supresión del gobierno de Maynas. Esta disposición fue aprobada por el virrey de Nueva Granada el 28 de noviembre de 1746 y por el rey de España en 1748. En 1745 una real provisión se dispuso: que se agregue la jurisdicción del río Napo al Gobierno de Quijos, por lo que Quijos reincorpó el territorio del bajo Napo que le pertenecía y estaba bajo dependencia de Maynas. El 1 de mayo de 1754, según el Informe de Basabé, Maynas era sólo tenencia y el territorio del Bajo Napo estaba reincorporado en el gobierno de Quijos.
Jorge Santacilia describió en 1748:

Al Govierno de Popayán, de que se ha tratado en el Capitulo antecedente, le sigue el de Quixos, y Macas por la parte del Oriente de la Cordillera de los Andes, y de aquel mismo lado. Este se debe considerar dividido en dos Partidos: Quixos el uno, que comprehende la parte Septentrional del Govierno; y Macas el otro, que es la mas Meridional, entre quienes media el País de los Canelos. Y porque la extension, y circunstancias de ellos pide, que se trate de cada uno con separacion, lo haré assi dando principio por Quixos. Confina pues este por la parte, del Norte con el Territorio correspondiente á la Jurisdiccion de Popayan; por el Oriente se estiende hasta el Rio Aguarico: y por el Occidente parte términos con los Corregimientos de Quito, Latacunga, y Villa de San Miguel de Ibarra; siendo las Cordilleras de Cotopacsi, y Cayambúro quienes hacen la separacion (...) El partido de Macas termina por el Oriente con la jurisdiccion del govierno de Maynas, por el Sur con el de Bracamoros y Yaguasongo, y por el Occidente la Cordillera Oriental de los Andes le divide de los Corregimientos de Riobamba y Cuenca. Su principal poblacion es la ciudad de Macas (...)

Una real cédula de 2 de septiembre de 1772 dispuso:

cesen en el ejercicio de los tres Gobiernos de Borja, Quijos y Macas los que sirven actualmente, subrogándose con los que yo (el Rey) nombrare ... a cuyos Gobernadores se encargará se correspondan entre si, comunicándose reciprocamente todo lo que se les ofresca y paresca importante a dicho fin. Se consulta sobre la subordinación de estos Gobernadores a un Gobernador General de establecerse en Pebas o otro lugar a propósito para impedir las invasiones portuguesas ... y que el Obispado de Quito ponga un Vicario General en la Laguna.

En la Descripción del reino de Santafé de Bogotá, escrita en 1789 por Francisco Silvestre, secretario del Virreinato de Nueva Granada y gobernador de la provincia de Antioquia, describe al gobierno de Quijos, Canelos y Macas:

Quijos, Canelos y Macas. Su temperamento es caliente y húmedo. Lo provee el rey; es del distrito de la Audiencia de Quito y de su obispado. Aunque hay tres ciudades en él, que son la Nueva Baeza, Ávila, Archidona, pero arruinadas por los indios, Sevilla del Oro y la Nueva Logroño, apenas merecen el nombre. Comprende las misiones de Sucumbios y del río Napo, que desagua en el Marañón, pero, toda su población, que es en la mayor parte de indios y muy pocos blancos, no llegará a 6.000 almas (...) Linda con la Provincia de Popayan y con el Rio Aguarico, e Yndios gentiles hacia el oriente y Marañon con los Corregimientos de Latacunga, Ybarra, Maynas, Jaen de Brocamoros, Loxa, Riobamba, y Cuenca.

### Real cédula de 1802
Bajo el reinado de Carlos IV de España la Corona española dictó el 15 de julio de 1802 una real cédula a inspiración de Francisco de Requena, conteniendo informes que perjudicaron a la Audiencia de Quito en beneficio de los intereses de Lima para ayudar a las congregaciones religiosas del Colegio de Ocopa, que estaban colonizando la Región Oriental del Alto Ucayali, precisamente en aquella región donde estaban antes las misiones jesuitas de Quito que expulsó España. Mediante esta cédula se escindió del distrito de la Audiencia de Quito de manera imprecisa Maynas y Quijos.

He resuelto que tenga por segregado del Virreinato de Santa Fe y de la provincia de Quito y agregado a ese Virreinato el Gobierno y Comandancia General de Mainas con los pueblos del Gobierno de Quijos, excepto el de Papallacta por estar todos ellos a las orillas del Río Napo o en sus inmediaciones, extendiéndose aquella Comandancia General no sólo por el Río Marañon abajo, hasta las fronteras de las colonias portuguesas, sino también por todos los demás ríos que entran al Marañon por sus margenes septentrional y meridional como son Morona, Huallaga, Paztaza, Ucayali, Napo, Yavari, Putumayo, Yapurá y otros menos considerables, hasta el paraje en que estos mismos por sus altos y raudales dejan de ser navegables: debiendo quedar también a la misma Comandancia General los pueblos de Lamas y Moyobamba (...) A cuyo fin os mando que quedando como quedan agregados los gobiernos de Mainas y Quijos a ese Virreinato auxilies con cuantas providencias juzguéis necesarias y os pidiere el Comandante General y que sirvan en ellos no sólo para el adelantamiento y conservación de los pueblos, custodia de los misioneros sino también para la seguridad de mis dominios impidiendo se adelanten por ellos los vasallos de Corona de Portugal nombrando los cabos subalternos o Teniente de Gobernador que os pareciere necesarios, para la defensa de esas fronteras y administración de justicia (...) Así mismo he resuelto poner todos esos pueblos y misiones reunidos a cargo del Colegio Apostólico de Santa Rosa de Ocopa de ese Arzobispado (...) Igualmente he resuelto erigir un Obispado en dichas misiones (...) YO EL REY

La cédula de 1802 formó el gobierno y la Comandancia General de Maynas con todos los territorios de la región amazónica, segregándolos de la Audiencia de Quito y agregándolo al Virreinato del Perú, al mismo tiempo que se creaba el obispado de Maynas con igual extensión. Los gobiernos de Maynas y de Quijos (excepto el pueblo de Papallacta), que pertenecían al territorio de la Presidencia de Quito en el Virreinato de Nueva Granada hasta la divisoria de aguas de la cordillera Oriental de los Andes, fueron transferidos al Virreinato del Perú. 
El cumplimiento efectivo de la real cédula de 1802 por falta de una rápida vía de comunicación entre las colonias americanas y España dio origen al conflicto primeramente entre la Gran Colombia y Perú y después entre Colombia, Ecuador y Perú. Perú ha alegado que la orden fue recibida por el presidente de la Real Audiencia de Quito, Barón de Carondelet, quien mando cumplirla a los gobernadores de Maynas y Quijos el 20 de febrero de 1803. 

Por la adjunta Real Cédula que en testimonio acompaño, se impondrá V. de haberse servido Su Majestad incorporar ese Gobierno y Misiones al Virreinato del Perú, separándolo del de Santa Fe, en los términos que en ella se expresa. Y lo comunico á V. para su inteligencia y cumplimiento. Dios guarde á V. muchos años. — El Barón de Carondelet. — Señor Gobernador de Maynas.

Constando también que en diciembre de 1803 el virrey de Nueva Granada, Pedro Mendinueta, en la Memoria a su sucesor, Antonio Amar y Borbón, afirma haberla obedecido.

Otra novedad en punto á gobierno acaba de hacerse, segregando de la jurisdicción de este Virreinato el Gobierno de Maynas y agregándolo al del Perú; determinación que por mi parte he cumplido puntualmente, sin que me haya ocurrido cosa alguna que representar acerca de ella; porque, con efecto, la distancia de Maynas, no sólo con respecto á esta capital, residencia del Virrey, sino de la Presidencia de Quito, á cuya Comandancia general estaba subordinado aquel Gobierno, lo hacía poco accesible á las providencias, y su dependencia era un verdadero gravamen para este erario, por la comisión que tiene anexa de la división de límites con Portugal hacia el Marañón.

Mendinueta se dirigió al virrey del Perú en 1803:

Excmo. Señor.— Habiendo resuelto S. M. la segregación de la provincia de Maynas de la jurisdicción de este Virreinato, y su agregación á ese del Perú del cargo de V. E.; hallándose obedecida por mí la Real Cédula que lo previene y comunicada al Gobernador de dicha provincia, para su inteligencia y que esté á las órdenes de V. E. en lo sucesivo; lo aviso también á V. E. para que, en el concepto de estar ya expeditas sus facultades sobre aquel territorio, disponga V. E. sobre él lo que más crea conveniente al mejor servicio del Rey que lo ha puesto á su cuidado.

Ecuador ha alegado que la orden nunca tuvo cumplimiento efectivo, a pesar de que fuera obedecida. El 7 de febrero de 1804 el presidente de Quito escribió al virrey del Perú:

Excmo. Señor —En el presente correo se han recibido en esta administración algunos pliegos para los Gobernadores de Quixos y Maynas, sin duda remitidos por V. E.; y con este motivo me ha parecido hacerle presente que por aquí no hay conducto por donde encaminarlos, pues desde que aquellas provincias se agregaron á ese Virreinato y no se envían partidas de caudales de estas cajas (...)

El gobierno de Quijos continuó teniendo un gobernador bajo la autoridad del comandante general y gobernador de Maynas.

### Traslado al obispado de Maynas
Una vez obtenida la aprobación papal el 28 de mayo de 1803, el rey dictó otra real cédula para efectivizar la erección del obispado de Maynas:

El Rey.—Reverendo en Christo, Padre Obispo de las Misiones de Maynas, de mi Consejo (...) cuyo territorio debe componerse, según la erección aprobada por Su Santidad en decreto de 28 de Mayo de 1803 (...) de Curatos de la provincia de Quijos, excepto el de Papallacta (...)

El 28 de mayo de 1809 el obispo inauguró su obispado. En una carta al intendente de Trujillo en 1814, el obispo Sánchez Rangel describió la comprensión del obispado y comandancia:

Comprende este Gobierno y esta Diócesis: Primero, la provincia de Quijos, por la parte de Quito; el Putumayo, Yapurá y Sucumbios, por la parte de Popayán y aun del mismo Quito; y Canelos, por la parte de Cuenca (...)

## Relevancia en la historia republicana
El decreto supremo del 26 de abril de 1822, firmado por José Bernardo de Tagle, presidente del Perú, transformó la Comandancia General de Maynas en el departamento de Quijos con derecho a elegir diputados. En 1825 Maynas pasó a integrar parte del departamento de La Libertad. En 1822 el Gobierno de Colombia envió al Perú a Joaquín Mosquera a solicitar la restitución de Maynas. El 25 de julio de 1824 el Congreso de la Gran Colombia dictó una ley de división territorial pretendiendo incluir en la provincia de Pichincha del departamento de Quito al cantón Quijos, según los límites que tenía al tiempo de creación del Virreinato de Nueva Granada. La negativa peruana a ceder los territorios desencadenó una guerra entre ambos países: la guerra grancolombo-peruana. Durante estos años el área estuvo abandonada, los misioneros disminuyeron, y quedó expuesta a los traficantes de oro y especerías de la región.
Alexander Walker en su libro publicado en 1822 Colombia, relación geográfica, topográfica, agrícola, comercial y política de este país: adaptada para todo lector en general y para el comerciante y colono en particular describió los límites de Quijos:

El gobierno de Quixos y Macas es el mas al oriente de los de Cundinamarca. Sus limites son, al norte, Popayan y los llanos; al este, la Guiana Portuguesa; al oeste, está separado de Latacunga é Ibarra por las Cordilleras de Cotopaxi, Cayambe, &c.; y al sud, por Maymas y Bracamoros.